# Resolución 1541 del Consejo de Seguridad de las Naciones Unidas
La resolución 1541 del Consejo de Seguridad de las Naciones Unidas, adoptada por unanimidad por el Consejo el 29 de abril de 2004, tras recordar todas las resoluciones anteriores sobre la situación en el Sáhara Occidental, en particular la Resolución 1495 (2003), prorrogó el mandato de la Misión de las Naciones Unidas para el Referéndum del Sáhara Occidental (MINURSO) hasta el 31 de octubre de 2004 con vistas a reducir su tamaño. 
El Consejo de Seguridad reafirmó la necesidad de una solución duradera y mutua al problema del Sáhara Occidental, que prevea la libre determinación del pueblo del territorio. Además, apoyó el Plan Baker como solución política entre Marruecos y el Frente Polisario .  Se instó a ambas partes a cooperar con el Secretario General Kofi Annan y su Enviado Personal James Baker III .
Por último, se pidió al Secretario General que informara sobre la situación al final del mandato de la MINURSO y que proporcionara una evaluación del tamaño de la MINURSO necesario para que pudiera llevar a cabo las tareas que le habían sido encomendadas, con miras a su reducción gradual.